# 1909 a jogalkotásban
1909-ben az alábbi jogszabályokat alkották meg:

## Magyarország

### Törvények
- 1909. évi I. törvénycikk A magyar királyi honvédség részére megrendelt ismétlőpuskák beszerzéséből felmerült költségek fedezéséről
- 1909. évi II. törvénycikk A kivándorlásról
- 1909. évi III. törvénycikk Az ujonczlétszámnak az 1909. évre való megállapitása tárgyában
- 1909. évi IV. törvénycikk Az 1909. évre kiállitandó ujonczok megajánlásáról
- 1909. évi V. törvénycikk A földadókataszter kiigazitásáról és a földadó százalékának megállapitásáról
- 1909. évi VI. törvénycikk A házadóról
- 1909. évi VII. törvénycikk A tőkekamat- és járadékadóról
- 1909. évi VIII. törvénycikk A nyilvános számadásra kötelezett vállalatok kereseti adójáról
- 1909. évi IX. törvénycikk Az általános kereseti adóról
- 1909. évi X. törvénycikk  A jövedelemadóról
- 1909. évi XI. törvénycikk A közadók kezeléséről
- 1909. évi XII. törvénycikk A közszolgáltatások egyesitett kezeléséről
- 1909. évi XIII. törvénycikk A lelkészi jövedelem kiegészitéséről szóló 1898. évi XIV. törvénycikk módositásáról
- 1909. évi XIV. törvénycikk A polgári eljárásra vonatkozólag az 1905. évi julius hó 17-én Hágában kelt nemzetközi egyezmény beczikkelyezése tárgyában
- 1909. évi XV. törvénycikk  Az állami kőszénbányászat fejlesztéséről
- 1909. évi XVI. törvénycikk A magyar főudvarnagyi biráskodásról
- 1909. évi XVII. törvénycikk A nagyszeben-szentágotai helyi érdekü vasut engedélyezése és a segesvár-szentágotai helyi érdekü vasuttal való egyesitése tárgyában
- 1909. évi XVIII. törvénycikk A kerepes-gödöllői helyi érdekü vasut engedélyezése tárgyában
- 1909. évi XIX. törvénycikk A pozsony-országhatárszéli helyi érdekü villamos vasut engedélyezéséről
- 1909. évi XX. törvénycikk A Berlinben 1906. évi november hó 3-án kötött "Nemzetközi radiotelegráf-egyezmény" beczikkelyezéséről